# تايلر ويليس
تايلر ويليس (بالإنجليزية: Tyler Willis)‏ هي عارضة أمريكية، ولدت في 2 يناير 1980 في براونفيلد في الولايات المتحدة.